# Seznam romunskih divizij druge svetovne vojne
Seznam romunskih divizij druge svetovne vojne.

## Pehotne
- 1. pehotna divizija
- 2. pehotna divizija
- 3. pehotna divizija
- 4. pehotna divizija
- 5. pehotna divizija
- 6. pehotna divizija
- 7. pehotna divizija
- 8. pehotna divizija
- 9. pehotna divizija
- 10. pehotna divizija
- 11. pehotna divizija
- 13. pehotna divizija
- 14. pehotna divizija
- 15. pehotna divizija
- 18. pehotna divizija
- 19. pehotna divizija
- 20. pehotna divizija
- 21. pehotna divizija
- 24. pehotna divizija

## Konjeniške
- 1. konjeniška divizija
- 5. konjeniška divizija
- 6. konjeniška divizija
- 7. konjeniška divizija
- 8. konjeniška divizija
- 9. konjeniška divizija

## Gardne
- 1. gardna divizija
- 2. gardna divizija

## Gorske
- 1. gorska divizija
- 2. gorska divizija
- 3. gorska divizija
- 4. gorska divizija
- 18. gorska divizija

## Rezervne
- 25. rezervna pehotna divizija
- 27. rezervna pehotna divizija
- 30. rezervna pehotna divizija
- 31. rezervna pehotna divizija
- 32. rezervna pehotna divizija
- 35. rezervna pehotna divizija

## Varnostne
- 1. varnostna pehotna divizija
- 2. varnostna pehotna divizija
- 3. varnostna pehotna divizija

## Druge
- 1. graničarska divizija
- 1. oklepna divizija Mare